# Symphurus schultzi
Symphurus schultzi es una especie de pez de la familia Cynoglossidae en el orden de los Pleuronectiformes.

## Distribución geográfica
Se encuentran en el sur del Mar de la China Meridional.